# Nousse
Nousse is een gemeente in het Franse departement Landes (regio Nouvelle-Aquitaine) en telt 226 inwoners (1999). De plaats maakt deel uit van het arrondissement Dax.

## Geografie
De oppervlakte van Nousse bedraagt 3,8 km², de bevolkingsdichtheid is 59,5 inwoners per km².
De onderstaande kaart toont de ligging van Nousse met de belangrijkste infrastructuur en aangrenzende gemeenten.

## Demografie
Onderstaande figuur toont het verloop van het inwonertal (bron: INSEE-tellingen).